# Pterolophia externemaculata
Pterolophia externemaculata là một loài bọ cánh cứng trong họ Cerambycidae.